# آقایان مغازه خیاطی وول‌گه‌سو
آقایان مغازه خیاطی وول‌گه‌سو (انگلیسی: The Gentlemen of Wolgyesu Tailor Shop؛ کره‌ای: 월계수 양복점 신사들) یک مجموعه تلویزیونی محصول کره جنوبی در سال ۲۰۱۶ با بازی لی دونگ گون، جو یون هی، شین گو، چا این پیو، چوی وون یونگ، لی سه یونگ و هیون وو است. این مجموعه از ۲۷ اوت ۲۰۱۶ تا ۲۶ فوریه ۲۰۱۷، روزهای شنبه و یکشنبه ساعت ۱۹:۵۵ (کی‌اس‌تی) از کی‌بی‌اس۲ برای ۵۴ قسمت پخش شد. این مجموعه آخرین کار کیم یونگ ئه است و دو ماه پس از آخرین قسمت آن درگذشت.

## بازیگران

### اصلی
- لی دونگ گون در نقش لی دونگ جین
- جو یون هی در نقش نا یون شیل
- شین گو در نقش لی مان سول
- چا این پیو در نقش به سام دو
  - چا جی هون در نقش جوانی به سام دو
- چوی وون یونگ در نقش سونگ ته پیونگ/ سونگ جون
- هیون وو در نقش کانگ ته یانگ